# Tadeusz Kudelski
Tadeusz Kudelski (né le 30 octobre 1953 et mort le 22 décembre 1988) est un lutteur polonais.

## Biographie
Ses frères Andrzej et Zygmunt sont aussi lutteurs.

## Palmarès

### Championnats d'Europe
- Médaille de bronze en catégorie des moins de 48 kg en 1973
- Médaille de bronze en catégorie des moins de 48 kg en 1974